# Кастелина (Ријети)
Кастелина (итал. Castellina) је насеље у Италији у округу Ријети, региону Лацио.
Према процени из 2011. у насељу је живело 30 становника. Насеље се налази на надморској висини од 633 м.